# Jótékonyság
A jótékonyság olyan humanitárius cselekedet, amikor ellenszolgáltatás nélkül segítünk a rászorulóknak. Legtöbbször adományt jelent.
A jótékonyságot gyakorló szervezetek a szeretetszolgálatok, a segélyszervezetek, az adományboltok, az "élelmiszerbank" stb.
A jótékonyság egyetemes szeretet, a rászorulók iránt tanúsított nagylelkűség, jóakarat. Olyan tett, amikor mások helyzetének könnyítése érdekében tesz valamit az ember. Általánosságban azt jelenti, hogy szeretettel gondolunk másokra és jót cselekszünk velük. A jótékonyság gyakorlása számos spirituális tanító szerint otthon, a családban kezdődik, de a vallások tanítása alapján mindenhová ki kell terjeszteni.

## A jótékonyság meghatározása
Az igazi jótékonyság többet jelent, mint pusztán ajándékozást, adományt. Tágabb értelemben minden jó cselekedet jótékonyság. Vizet adni a szomjazónak jótékonyság. Ételt adni a hajléktalan embernek jótékonyság. Egy bátorító szó az elkeseredett embernek jótékonyság. Kedvesnek és szeretetteljesnek lenni másokhoz, jótékonyság. Elfelejteni és megbocsájtani a minket ért sérelmet, jótékonyság. A jótékonyság és nagylelkűség nem korlátozódik a pénzben kifejezett adományra.
A jótékonyság a mások jóléte iránti őszinte érdeklődés és tevékeny szeretet. Nagyobb áldozatba kerül időt odaszánni, figyelmességgel és személyes erőfeszítéssel másokat szolgálni, mint csupán pénzt adni.
Vannak akik jótékonykodnak, pénzt adományoznak, és közben alig várják, hogy a nevük megjelenjen a médiában. Ez képmutató jótékonyság, valójában egyáltalán nem jóság. A hivalkodó jótékonyság nem jótékonyság többé, hanem büszkeség és magamutogatás.

## Kereszténység
```
"Mert a tiszta és szeplőtlen vallásosság (istentisztelet) az Isten és Atya előtt: meglátogatni az árvákat és özvegyeket szorongattatásukban, és önmagunkat szeplőtelenül megőrizni ettől a világtól."
[
6
]

"
Oszd meg kenyeredet az éhezővel, vidd be házadba a szegény hajléktalant, ha meztelen embert látsz, ruházd fel, és ne zárkózz el testvéred elől! 
" 
[
7
]

"
Aki birtokolja a világ javait, és szűkölködni látja testvérét, de a szívét elzárja előle, hogyan marad meg abban az Isten szeretete? 
" 
[
8
]
```

Isten törvényének két hatalmas elve, hogy szeressük Istent mindenekfelett, s embertársainkat is önzetlenül. Ezekből nő ki minden további parancsolat.
Krisztus életét az áldozathozatal, a lemondás, az önzetlenség és magáról megfeledkező jótékonyság jellemezte. Isten oldala mindig a könyörület, szánalom, és a szenvedéssel együtt érzés oldala, amint azt a Jézus életének példája mutatja. Akik az üdvösségre törekszenek, azoktól elvárja, hogy kövessék példáját.
Akik igyekeznek embertársaiknak jót tenni – amennyire csak lehetséges –, s éreztetik velük, hogy valóban érdeklődnek irántuk, azok nemcsak az emberi élet gondjait enyhítik, hanem egyidejűleg saját lelki és testi egészségüket is előmozdítják. A jó cselekedet áldás az adakozónak és az elfogadónak egyaránt. Ha mások iránt érdeklődve megfeledkezünk önmagunkról, ezzel máris legyőzhetjük gyengeségünket. A megelégedettségnek az az érzése, amely a jó cselekedeteket kíséri, nagy mértékben elősegíti az emelkedett kedélyállapot megszerzését. 
A jóakaratú, jótékony emberek arcáról derű sugárzik, és vonásaik elárulják emelkedett lelkiségüket.
Az az ember, akit önérdek nélküli, folyamatos jótékonyság késztet, részese az isteni természetnek, mert elkerülte a romlottságot, amely a kívánságban van jelen e világon.
Isten bölcsessége a megváltás tervében is elrendelte az ok és okozat törvényét. A jótékonyság cselekedeteit minden ágában kétszeresen áldottnak jelölte ki. Aki a nélkülözőknek ad, mások áldására van, de maga is nagyobb mértékben áldást nyer.
Krisztus példázatával megmagyarázta, hogy ki Isten parancsának megtartója. A példázat embere az úton rablók kezére került, kifosztották, véresre verték, s félholtan otthagyták. Az arra járó pap és a lévita látták ugyan az úton fekvő szenvedőt, szívük mégsem indult meg nyomorúságán. Elkerülték, átmentek az út másik oldalára. Egy szamaritánus is arra jött, s mikor látta a bajba jutott idegent, nem kérdezte, vajon rokon-e, melyik országból való, mi a vallása, hanem a szenvedő segítségére sietett, mivel annak szüksége volt rá. Amennyit tudott, enyhített szenvedésén, majd feltette szamarára, beszállította a vendég-fogadóba, s a maga költségére gondoskodott szükségleteiről. Ez a szamaritánus – mondta Krisztus – igaz felebarátja volt annak, akit a rablók megtámadtak. 
A pap, a lévita olyanokat képviselnek a keresztény egyházakban, akik közömbösek és "hidegek" a segítségre szorulók iránt. Bár keresztények, megszegik a parancsot. A szamaritánus olyanokat képvisel, akik igaz segítői Krisztusnak, együtt dolgoznak vele, követik példáját.
Krisztus a felebaráti szeretetet a második legfontosabb parancsolatnak nevezte. 
Akiknek megesik a szíve a szerencsétleneken, a betegeken, az elesetteken, az özvegyeken, árvákon és nélkülözőkön, azok Krisztus parancsolatának megtartói.  Akik viszont a pap és a lévita közönyét tanúsítják mások szerencsétlensége iránt, azokkal Isten megfizetteti a hanyag közöny megnyilvánulásait. Mindenki cselekedetei szerint kap majd jutalmat.
Az evangélium dicsősége azon az elven alapul, hogy a jótettek állandó gyakorlása útján visszaállítja a bukott emberben Isten hasonlóságát. Ez a munka a mennyben kezdődött. Isten ott adta az ember iránti szeretetének félreérthetetlen bizonyítékait „Mert úgy szerette Isten e világot, hogy az ő egyszülött Fiát adta, hogy valaki hiszen ő benne, el ne vesszen, hanem örök élete legyen.” Krisztus ajándéka felfedi az Atya szívét. Bebizonyítja, hogy miután magára vállalta megváltást, semmit sem sajnál, ami e munka befejezéséhez szükséges, bármilyen értékes legyen is az.
A bőkezűség lelkülete a menny lelkülete. A kereszt hirdeti Krisztus önfeláldozó szeretetét, aki az ember megmentéséért odaadott mindent, amije volt, azután önmagát is odaadta. Krisztus keresztje kiváltja az Üdvözítő minden követőjének jótékonyságát. Az itt bemutatott elv: adni és adni. A keresztény élet igazi gyümölcse cselekvő jótékonyságban, szeretetben és jótettekben nyilvánul meg. A világ elve: kapni, kapni. Így remélnek szert tenni rövid ideig tartó boldogságra. 
Férfiak és nők csak az élvezeteiknek hódolnak és a kívánságaiknak élnek, és azok, akik hívőknek vallják magukat, kelletlenül hoznak szerény áldozatot Istennek. Elfelejtik, hogy Isten egy napon számon kéri majd, hogyan használták fel a tőle kapott javakat.
A folyamatos, önmegtagadó jótétemény Isten gyógyszere az önzés és kapzsiság rákbetegségként terjedő bűne ellen. Isten elrendelte a rendszeres adakozást a szenvedők és nélkülözők támogatására. Megkívánja a jótékonyság folyamatos gyakorlását, hogy a jó cselekedetek szokása megtörje az ellenkező irányú szokásaink hatalmát. A jótékonyság, a nélkülözőkért végzett szolgálat nem hagyható rá egyházi csoportokra, segélyszervezetekre, szeretetszolgálatokra. Mindezek egyéni felelősséget és erőfeszítést, valamint személyes áldozatot követelnek az embertől.

## Iszlám
Az adakozás, a szegények segítése az iszlám vallásban a vallásgyakorlat része és az öt oszlop egyike. 
A zakát (زكاة – zakāt) eredetileg alamizsnaadást jelentett, sőt a korábbi évszázadokban a zakát egy adónem volt, amely a túlzott vagyoni különbségek csökkentését célozta. Az alamizsnaadás kötelező, és a muzulmánoknak illik a vagyonukhoz mérten adományokat adni. A zakát úgy tartja, hogy az iszlám világ felelőssége megsegíteni azokat a muzulmánokat, hittestvéreket, akik anyagi gondokkal küzdenek. Az általánosan elfogadott hagyomány szerint a zakát egy hívő muszlim vagyonának 2,5%-át teszi ki, amelyet a szegényeknek illetve a rászorulóknak kell szétosztania. 
A zakátot a tradicionális muszlim országokban egyfajta adóként szedik, vagy mecseteken keresztül osztják el. A mecsetek esetleges személyzetének fenntartására azonban a zakát nem fordítható. Ilyen módon nem tekinthető egyházi adónak, vagy ahhoz hasonló adónemnek.
Egy muszlim a megszabott zakáton felül is adakozhat, ha valamilyen okból kifolyólag nagyobb isteni gondviselést szeretne elérni. Ezt az adományt szadakának (arab صدقة – ṣadaqa) nevezik.

## Indiai vallások
A dána a nagylelkűség vagy adakozás erénye alamizsna vagy más cselekedet formájában.
A hinduizmusban, a buddhizmusban és a dzsainizmusban a nagylelkűség gyakorlatának számít, amely a rászorulóknak való adakozást jelenti.
Szvámi Sivánanda spirituális vezető tanította:
Lásd meg Istent mindenben! Oszd meg javaidat mindenkivel! Amid van, annak nagyobb részét add oda másoknak! Kíméletlenül számolj le megrögzött szűkmarkúságoddal! Ekkor a szíved megnyílik, látóköröd az életet illetően kiszélesedik, és újfajta, befogadóbb látásmódra teszel szert. Megérzed a segítséget, amelyet a szíved Lakója nyújt. Megtapasztalod az isteni eksztázis és lelki üdvösség leírhatatlan mámorát, ami hatalmas belső erőt ad.
Adakozz bőségesen! Ekkor béke, bőség és lelki gazdagság lesz a részed itt a földön, halálod után pedig a mennybe jutsz. Szíved megtisztul és eléred a móksát (megszabadulást).